# История Оклахомы

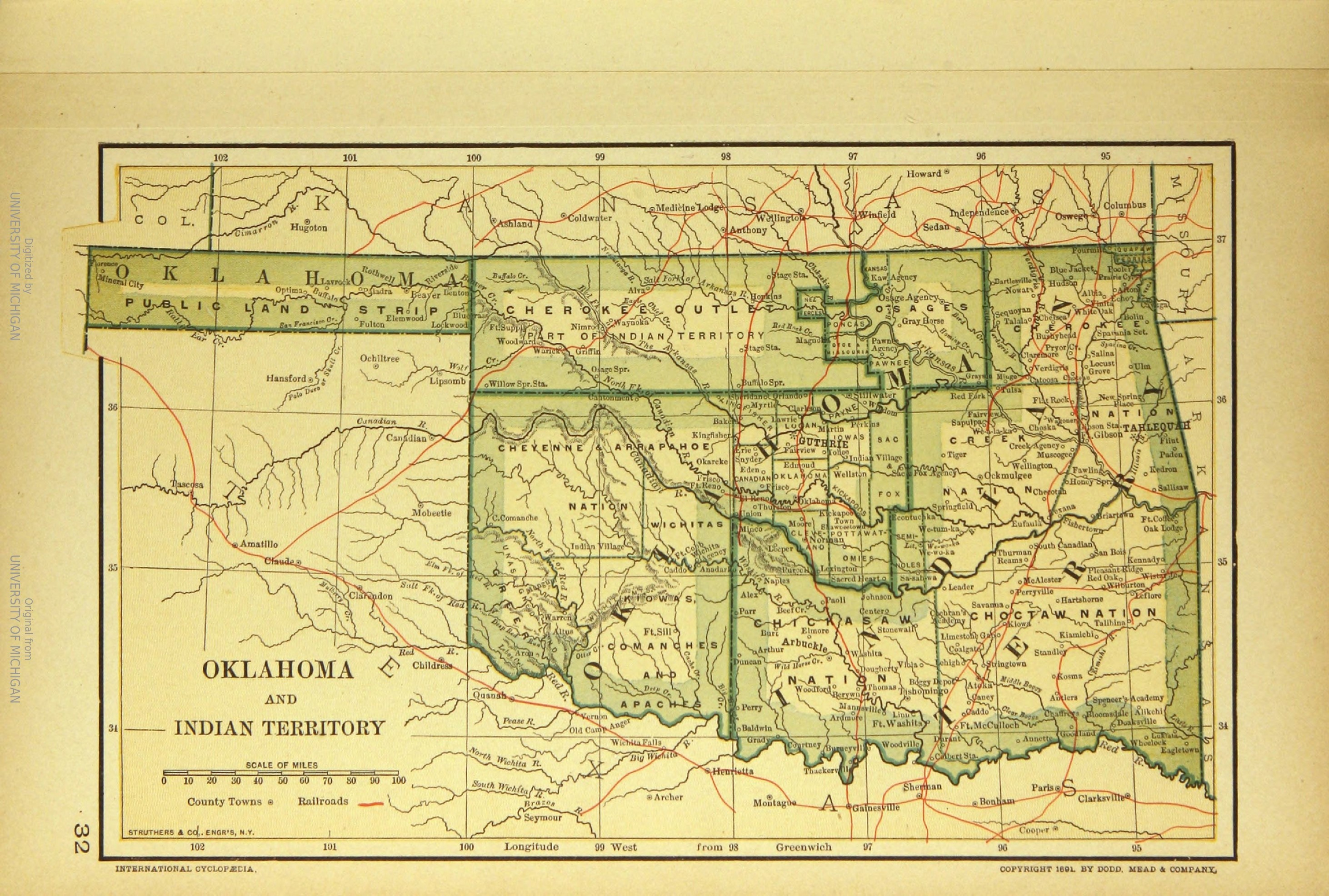
Карта Оклахомы 1894 года

История Оклахомы начинается со времени заселения этой территории человеком в эпоху палеоиндейцев, впоследствии здесь жили индейцы Уичита, а после 1300 года сюда пришли равнинные апачи. В кнце XVII века эта земля стала частью Французской Луизианы, а в 1803 году Луизиана была продана США. В 1819 году она оказалась в составе территории Арканзас. Когда в 1847 году завершилась Война с Мексикой, США присоединили часть Северной Мексики, и в частносте землю, известную сейчас как Оклахомский выступ. Закон Канзас-Небраска 1855 года зафиксировал южную границу Канзаса и севрную границу Оклахомы. С 1830 года территория Оклахомы считалась Индейской территорией, и туда переселяли индейцев с востока континента. Когда в 1861 году началась Гражданская война, индейцы Оклахомы так же раскололись на сторонников Севера и сторонников Юга. В 1890 на территории современной Оклахомы были организованы Индейская территория и Территория Оклахома. В 1898 году Закон Кёртиса лишил индейцев юрисдикции над Индейской территорией. В 1902 году индейцы Оклахомы собрались на конституционный конвент и объявили о создании штата Секвойя. Это решение не было признано, и тогда в 1906 году Индейская территория объединилась с Территорией Оклахома в штат Оклахома. 16 ноября 1907 года президент Теодор Рузвельт принял Оклахому в Союз в качестве 46-го штата.

### Статьи
- Daniel F. Littlefield, Jr. and Lonnie E. Underhill. Black Dreams and "Free" Homes: The Oklahoma Territory, 1891-1894 (англ.) // Phylon. — Clark Atlanta University, 1973. — Vol. 34, iss. 4. — P. 342—357. — doi:10.2307/274249.